# Neue Zeitung für Stadt und Land
Die Neue Zeitung für Stadt und Land war eine in Hannover erschienene Zeitung, die laut einer Übersicht Hannoversche Tageszeitungen der Gottfried Wilhelm Leibniz Bibliothek mit den Ausgaben „1848, VIII“ bis „1850, VI“ nachgewiesen ist.
Das Stadtlexikon Hannover führt zu der Zeitung kein eigenes Stichwort. Laut der Zeitschriftendatenbank erschien das Blatt vom 1. August 1848 bis zum 29. Juni 1850.